# Переспів
Переспів — вірш, написаний за мотивами поетичного твору іншого автора, з елементами наслідування версифікаційних елементів, наближений до перекладу, але відмінний від нього за відсутністю еквіритмічності.
Переспіви були досить поширені на початках нової української літератури. Так, вірш «Твардовський» П. Гулака-Артемовського є переспівом балади «Пані Твардовська» А. Міцкевича, балада «Маруся» Л. Боровиковського — П. «Світлани» В. Жуковського тощо Переспіви трапляються і в XX ст., наприклад, переспів «Слова про Ігорів похід», здійснений С. Гординським, «Переспів з народної» В. Симоненка.

## Дивись також
- Переклад
- Інтерпретація

## Джерело
- Літературознавчий словник-довідник за редакцією Р. Т. Гром'яка, Ю. І. Коваліва, В. І. Теремка — К.: ВЦ «Академія», 2007